# Саган-оол, Олег Карламович
Олег Карламович Саган-оол (19 декабря 1912 — 7 апреля 1971) — тувинский поэт, прозаик и переводчик, драматург.

## Биография
Родился 19 декабря 1912 года в селе Шеми в семье скотовода. В 1935—1937 годах учился в Иркутском педагогическом институте. В 1944 году возглавил Союз писателей Тувы. В 1956 году окончил Высшую партийную школу при ЦК КПСС.
Работал учителем математики в Учебном комбинате Кызыла, руководил радиокомитетом Тувы в годы Великой Отечественной войны, был прокурором Тувинской автономной области.
Первые произведения Саган-оола были напечатаны в 1938 году. Первое стихотворение «Наша родина». В 1941 году вышел его рассказ «Встреча» («Ужуражыышкын»). В 1950—1960-е годы им были созданы рассказы и очерковые повести «Человек из Баян-Тала» («Баян-Таланың кижизи»), «Счастливая звезда» («Кежиктиг сылдыс»), пьесы «Стремление» («Чүткүл»), «В одном сельсовете» («Бир көдээ советте»), «Спою тебе» («Ырлап берейн»). В 1957 году Саган-оолом была создана историческая драма «Пробуждение» («Оттуушкун») о революционных событиях 1919—1921 годов в Туве. Его романы «Неудержимые» («Дөспестер», 1967) и «Родные люди» («Төрээн кижилер», 1970) посвящены жизни тувинских крестьян и рабочих. Саган-оол перевёл на тувинский язык некоторые крупные произведения А. С. Пушкина, М. Ю. Лермонтова, М. Горького, М. А. Шолохова.
О. Саган-оол первым из тувинских писателей обратился к кинодраматургии. Он — соавтор сценария первого тувинского художественного фильма «Люди голубых рек» (1959), а также соавтор сценариев документальных фильмов «Тыва на перекрестке времен» и «К солнцу двадцать шагов».
Неоднократно избирался членом Правления Союза писателей РСФСР, депутатом Верховного Совета Тувинской АССР, был членом Союза писателей СССР.

## Награды и звания
- Орден Трудового Красного знамени (1971)
- Орден «Знак Почёта» (1971)
- медаль «За трудовую доблесть»
- медаль «За трудовую доблесть. В ознаменование 100-летия со дня рождения В. И. Ленина»
- Почётная грамота Президиума Верховного Совета РСФСР
- Почетная грамота Президиума Верховного Совета Тувинской АССР

## Основные публикации
- «Человек из Баян-Тала» повесть
- «Пробуждение» рассказы и пьесы
- «Счастливая звезда» повесть
- «Родные люди» роман
- «Парень из сумона» рассказы
- «Неудержимые» роман
- «Две повести»
- «Собрание сочинений» стихи, проза, пьесы.

## Примечание
1. 1 2  Комбу С. С. Саган-оол Олег Карламович / С. С. Комбу // Тувинская литература : словарь / С. С. Комбу; под ред.: Д. А. Монгуша, М. Л. Трифоновой. — Новосибирск: 2012. — С.223.
2. ↑  Тува литературная. Вып.2 : биобиблиогр. справочник / НБ им. А. С. Пушкина Респ. Тыва; авт.-сост.: М. А. Хадаханэ, Л. М. Чадамба, Е. М. Ак-кыс, Г. М. Комбу — Кызыл, 2008. — 73 с.
3. ↑  Саган-оол Олег Карламович : [о нем] // Тыванын чогаалчылары=Писатели Тувы. - Кызыл, 2001. - С.11.